# 愛国者の日
愛国者の日（あいこくしゃのひ、英:Patriots' Day）とは、アメリカ合衆国のマサチューセッツ州、メイン州、ウィスコンシン州の3州において制定されている祝日。アメリカ独立戦争の緒戦となる1775年4月19日のレキシントン・コンコードの戦いを記念したもの。4月の第3月曜日。
ボストンマラソンが開催される日としても、知られている。

## 近年の日付
- 2008年 - 4月21日
- 2009年 - 4月20日
- 2010年 - 4月19日
- 2011年 - 4月18日
- 2012年 - 4月16日
- 2013年 - 4月15日
- 2014年 - 4月21日
- 2015年 - 4月20日
- 2016年 - 4月18日
- 2017年 - 4月17日
- 2018年 - 4月16日
- 2019年 - 4月15日
- 2020年 - 4月20日
- 2021年 - 4月19日
- 2022年 - 4月18日
- 2023年 - 4月17日
- 2024年 - 4月15日